# Via satellit
Via satellit är ett svenskt studioalbum från 1990 av gruppen Pontus & Amerikanerna på LP., CD och MK
Albumet fick höga betyg från recensenterna och föranledde även gruppens Grammis som årets pop/rockgrupp 1991. Den blev som bäst 28:a på den svenska albumlistan.

## Låtlista
1. "En blå dag"
2. "Elvis och astronauter"
3. "Himlen låg i Liverpool"
4. "Blåbär och blues"
5. "Varför reser alla vackra flickor utomlands?"
6. "I moln"
7. "Min bror och jag"
8. "Den osynlige mannen"
9. "Luftballongsång"
10. "Som du bar dig åt"
11. "Pojke nog till man"
12. "När man tror man bor i Paris"
13. "Stora ord från en liten man"

## Listplaceringar
| Lista (1990) | Position |
| ------------ | -------- |
| Sverige      | 28       |

### Fotnoter
1. ↑  ”Via satellit”. Svensk mediedatabas. 26 februari 1990. http://smdb.kb.se/catalog/id/001480783. Läst 28 september 2016.
2. ↑  ”Via satellit”. Svensk mediedatabas. 26 februari 1990. http://smdb.kb.se/catalog/id/001476780. Läst 28 september 2016.
3. ↑  ”Via satellit”. Svensk mediedatabas. 26 februari 1990. http://smdb.kb.se/catalog/id/001497856. Läst 28 september 2016.
4. ↑  ”Via satellit”. Swedishcharts. 26 februari 1990. http://www.swedishcharts.com/showitem.asp?interpret=Pontus+%26+Amerikanerna&titel=Via+satellit&cat=a. Läst 28 september 2016.